# Karl Kreibich (Mediziner)
Karl Kreibich (* 20. Mai 1869 in Smichow, Böhmen; † 30. Dezember 1932 in Prag) war ein österreichischer Dermatologe.

## Leben
Karl J. J. Kreibich war ein Sohn des Chemikers bei den Gebrüder von Portheim Karl R. J. Kreibich (* 1841 Saaz) und der Rosa Kreibich geb. Ungar (* 1847 Saaz). Dem Ehepaar wurden zwei Söhne geboren. Kreibich studierte an der deutsch-böhmischen Karl-Ferdinands-Universität in Prag. Dort wurde er 1894 zum Dr. med. promoviert. Die Dermatologie lernte er ab 1896 in Wien bei Moritz Kaposi, bei dem er sich 1902 habilitierte. 1903 folgte er dem an Typhus gestorbenen Adolf Jarisch als Extraordinarius und Vorstand der Hautklinik der Universität Graz. Zwei Jahre später machte sie ihn zum Lehrstuhlinhaber.
1906 wechselte er – wiederum zunächst als Extraordinarius – an die heimatliche Karl-Ferdinands-Universität. Als Nachfolger von Philipp Josef Pick seit 1908 Ordinarius, blieb er auch nach dem Zusammenbruch der Donaumonarchie und der Gründung der Tschechoslowakei im Amt. 1923/24 war er Rektor.
Er befasste sich vor allem mit dem Quincke-Ödem, der Pathogenese des Ekzems und der Pigmentbildung der Haut und brachte die Chemotherapie in die Dermatologie. Als letzter Vertreter der berühmten Wiener Dermatologenschule starb er an einem Herzinfarkt. Sein Nachfolger wurde Rudolf Bezecny.

## Werke
- Lehrbuch der Hautkrankheiten. Wien 1904. GoogleBooks
- Die angioneurotische Entzündung. 1905. GoogleBooks